# Guilherme (football, 1985)
Pour les articles homonymes, voir Guilherme.
Guilherme Alvim Marinato, dit Guilherme, né le 12 décembre 1985 à Cataguases au Brésil, est un footballeur international russe d'origine brésilienne, qui évolue au poste de gardien de but.

## Biographie

### Carrière en club
Avec le club du Lokomotiv Moscou, Guilherme dispute 20 matchs en Ligue Europa.

### Carrière internationale
Le 22 novembre 2015, il obtient le passeport russe et déclare qu'il serait heureux de représenter l'équipe de Russie.
Le 11 mars 2016, il est convoqué pour la première fois en équipe de Russie par le sélectionneur national Leonid Sloutski, pour les matchs amicaux contre la Lituanie et la France.
Le 26 mars 2016, il honore sa première sélection contre la Lituanie en amical. Il entre à la 46e minute de la rencontre, à la place de Stanislav Kritsyuk. Durant cette rencontre, il est le premier joueur naturalisé à représenter l'équipe nationale russe. Le match se solde par une victoire 3-0 des Russes.
Guilherme compte six sélections avec l'équipe de Russie depuis 2016.

## Statistiques
| Saison                | Club                  | Championnat           | Championnat | Championnat | Coupe(s) nationale(s) | Coupe(s) nationale(s) | Supercoupe | Supercoupe | Compétition(s) continentale(s) | Compétition(s) continentale(s) | Compétition(s) continentale(s) | Total | Total |
| Saison                | Club                  | Division              | M.          | B.          | M.                    | B.                    | M.         | B.         | Comp.                          | M.                             | B.                             | M.    | B.    |
| 2007                  | Athletico Paranaense  | D1                    | 18          | 0           | 3                     | 0                     | -          | -          | -                              | -                              | -                              | 21    | 0     |
| Sous-total            | Sous-total            | Sous-total            | 18          | 0           | 3                     | 0                     | -          | -          | -                              | -                              | -                              | 21    | 0     |
| 2007                  | Lokomotiv Moscou      | D1                    | -           | -           | -                     | -                     | -          | -          | -                              | -                              | -                              | 0     | 0     |
| 2008                  | Lokomotiv Moscou      | D1                    | -           | -           | -                     | -                     | -          | -          | -                              | -                              | -                              | 0     | 0     |
| 2009                  | Lokomotiv Moscou      | D1                    | 17          | 0           | -                     | -                     | -          | -          | -                              | -                              | -                              | 17    | 0     |
| 2010                  | Lokomotiv Moscou      | D1                    | 30          | 0           | 1                     | 0                     | -          | -          | C3                             | 2                              | 0                              | 33    | 0     |
| 2011-2012             | Lokomotiv Moscou      | D1                    | 40          | 0           | 2                     | 0                     | -          | -          | C3                             | 8                              | 0                              | 50    | 0     |
| 2012-2013             | Lokomotiv Moscou      | D1                    | 11          | 0           | -                     | -                     | -          | -          | -                              | -                              | -                              | 11    | 0     |
| 2013-2014             | Lokomotiv Moscou      | D1                    | 6           | 0           | -                     | -                     | -          | -          | -                              | -                              | -                              | 6     | 0     |
| 2014-2015             | Lokomotiv Moscou      | D1                    | 19          | 0           | 4                     | 0                     | -          | -          | C3                             | 2                              | 0                              | 25    | 0     |
| 2015-2016             | Lokomotiv Moscou      | D1                    | 30          | 0           | 1                     | 0                     | -          | -          | C3                             | 8                              | 0                              | 39    | 0     |
| 2016-2017             | Lokomotiv Moscou      | D1                    | 29          | 0           | 4                     | 0                     | -          | -          | -                              | -                              | -                              | 33    | 0     |
| 2017-2018             | Lokomotiv Moscou      | D1                    | 23          | 0           | 1                     | 0                     | -          | -          | C3                             | 7                              | 0                              | 31    | 0     |
| 2018-2019             | Lokomotiv Moscou      | D1                    | 30          | 0           | 6                     | 0                     | -          | -          | C1                             | 6                              | 0                              | 42    | 0     |
| 2019-2020             | Lokomotiv Moscou      | D1                    | 24          | 0           | -                     | -                     | 1          | 0          | C1                             | 5                              | 0                              | 30    | 0     |
| 2020-2021             | Lokomotiv Moscou      | D1                    | 25          | 0           | 4                     | 0                     | 1          | 0          | C1                             | 6                              | 0                              | 36    | 0     |
| 2021-2022             | Lokomotiv Moscou      | D1                    | 19          | 0           | -                     | -                     | 1          | 0          | C3                             | 4                              | 0                              | 24    | 0     |
| 2022-2023             | Lokomotiv Moscou      | D1                    | 3           | 0           | 2                     | 0                     | -          | -          | -                              | 5                              | 0                              |       |       |
| Sous-total            | Sous-total            | Sous-total            | 306         | 0           | 25                    | 0                     | 3          | 0          | -                              | 48                             | 0                              | 382   | 0     |
| Total sur la carrière | Total sur la carrière | Total sur la carrière | 324         | 0           | 28                    | 0                     | 3          | 0          | -                              | 48                             | 0                              | 403   | 0     |

## Palmarès
Lokomotiv Moscou
- Champion de Russie en 2018.
- Vainqueur de la Coupe de Russie en 2015, 2017, 2019 et 2021.
- Vainqueur de la Supercoupe de Russie en 2019.
- Finaliste de la Supercoupe de Russie en 2015, 2017, 2018, 2020 et 2021.